# Antitankvoertuig
Een antitankvoertuig is ieder militair voertuig met als hoofdfunctie de bestrijding van tanks, tenzij het zelf een (middel)zware tank is. Het kan zowel een rupsvoertuig als een (gepantserd of ongepantserd) wielvoertuig zijn.

## Indeling
Er zijn drie soorten antitankvoertuig:
- Tankjager: een gemechaniseerd geschut of lichte tank.
- Voertuig met terugstootloos kanon: vaak een jeep, soms een speciaal pantservoertuig, zoals de Amerikaanse Ontos.
- Voertuig dat geleide antitankraketten kan afvuren: soms een jeep, meestal een speciaal pantservoertuig.

### Tankjager

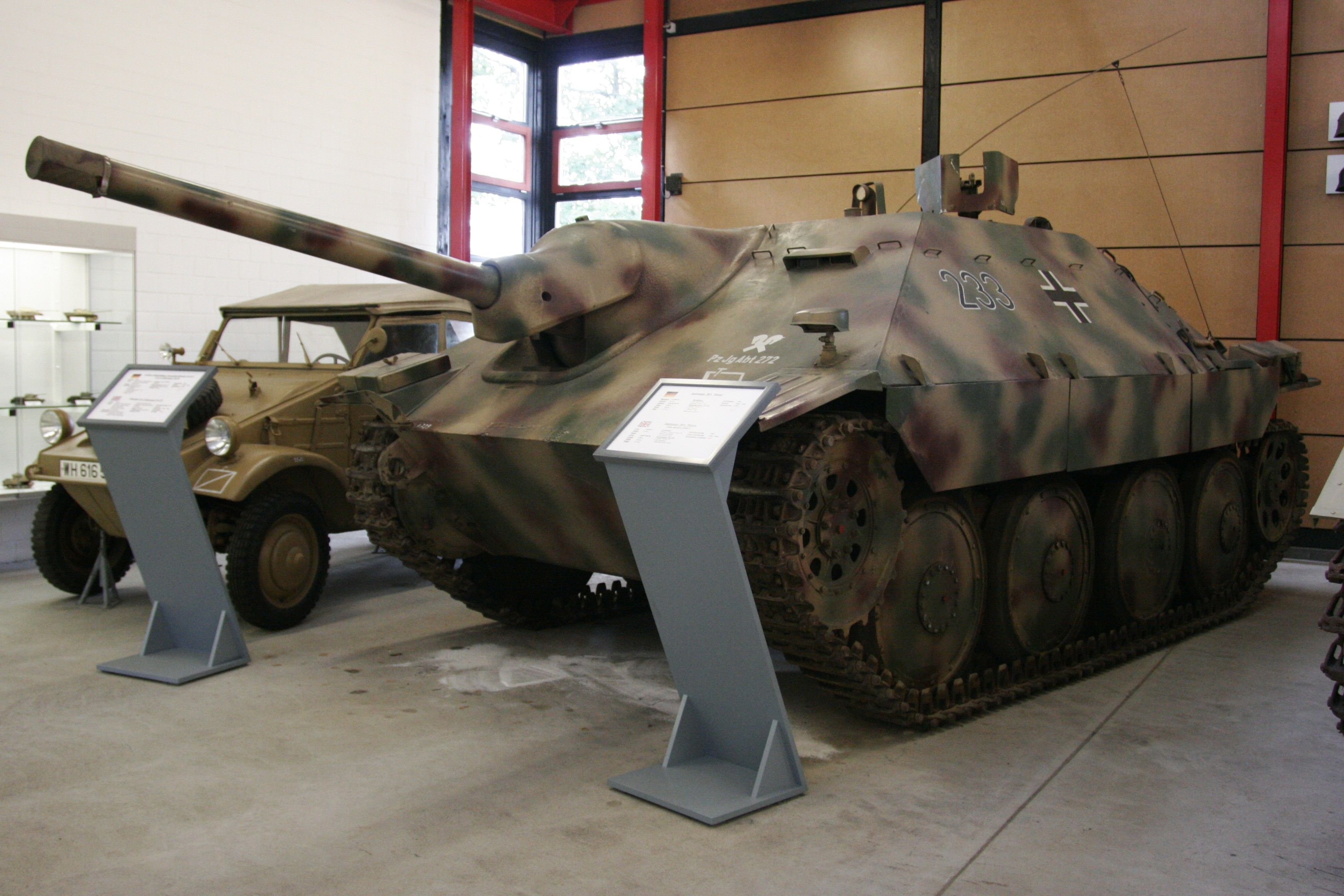
Hetzer in het Pantsermuseum Munster

Echte tankjagers werden voor het eerst gefabriceerd tijdens de Tweede Wereldoorlog. De Wehrmacht gebruikte vaak  verouderde tanks door ze te voorzien met een sterker kanon en noemden ze: Panzerjäger. De Hetzer of Jagdpanzer 38(t) was de meest geproduceerde Duitse tankjager. Later in de oorlog maakte ze speciale Jagdpanzer, zoals de Jagdpanther en de Jagdtiger. Aan de geallieerde zijde richtten de Amerikanen een Tank Destroyer Corps op met als taak Duitse tanks te vernietigen. Ze maakten gebruik van speciale lichtgepantserde maar zwaarbewapende jagers zoals de M10 Wolverine, de M36 en de M18 Hellcat. Een voorbeeld van een Engelse tankjager was de Archer.

### Voertuig met terugstootloze vuurmond

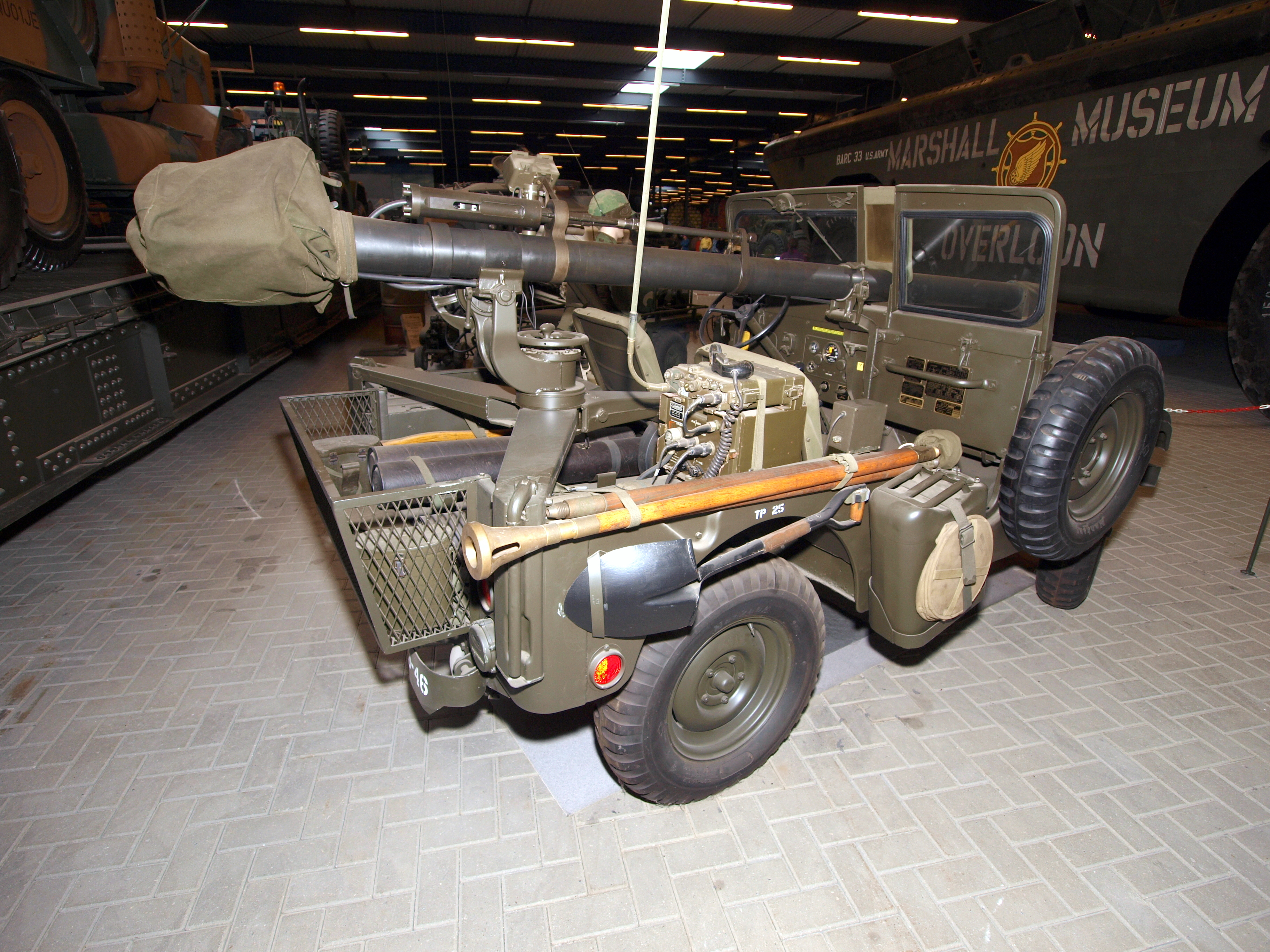
Jeep met terugstootloos kanon in het Marshallmuseum Zwijndrecht.

In de dertig jaren daarna, waren het in het Westen vooral de jeeps uitgerust met 106mm Recoilless Rifle die de infanterie-eenheden directe ondersteuning tegen tanks gaven. Doordat ze erg goedkoop waren, kon er een dicht en kleinschalig verdedigingssysteem mee worden opgebouwd dat erg lastig voor tanks te doorbreken was, tenzij na een zeer zwaar voorbereidend artilleriebombardement - maar dat vereiste weer artillerieconcentraties die gezien het Westerse luchtoverwicht al even lastig te vormen waren. Voor de legers van het Warschaupact, die sterk gespecialiseerd waren in een aanvalstactiek, waren zulke voertuigen van minder belang.

### Voertuig met geleide antitankraketten

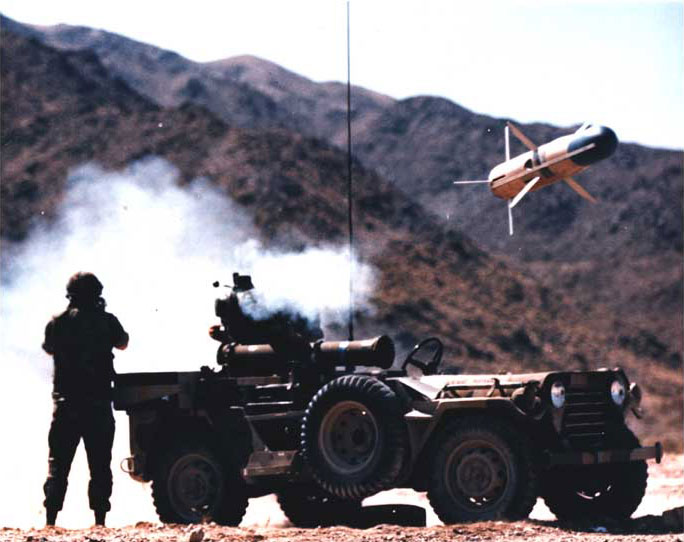
Ford Mutt die TOW-raket afvuurt.

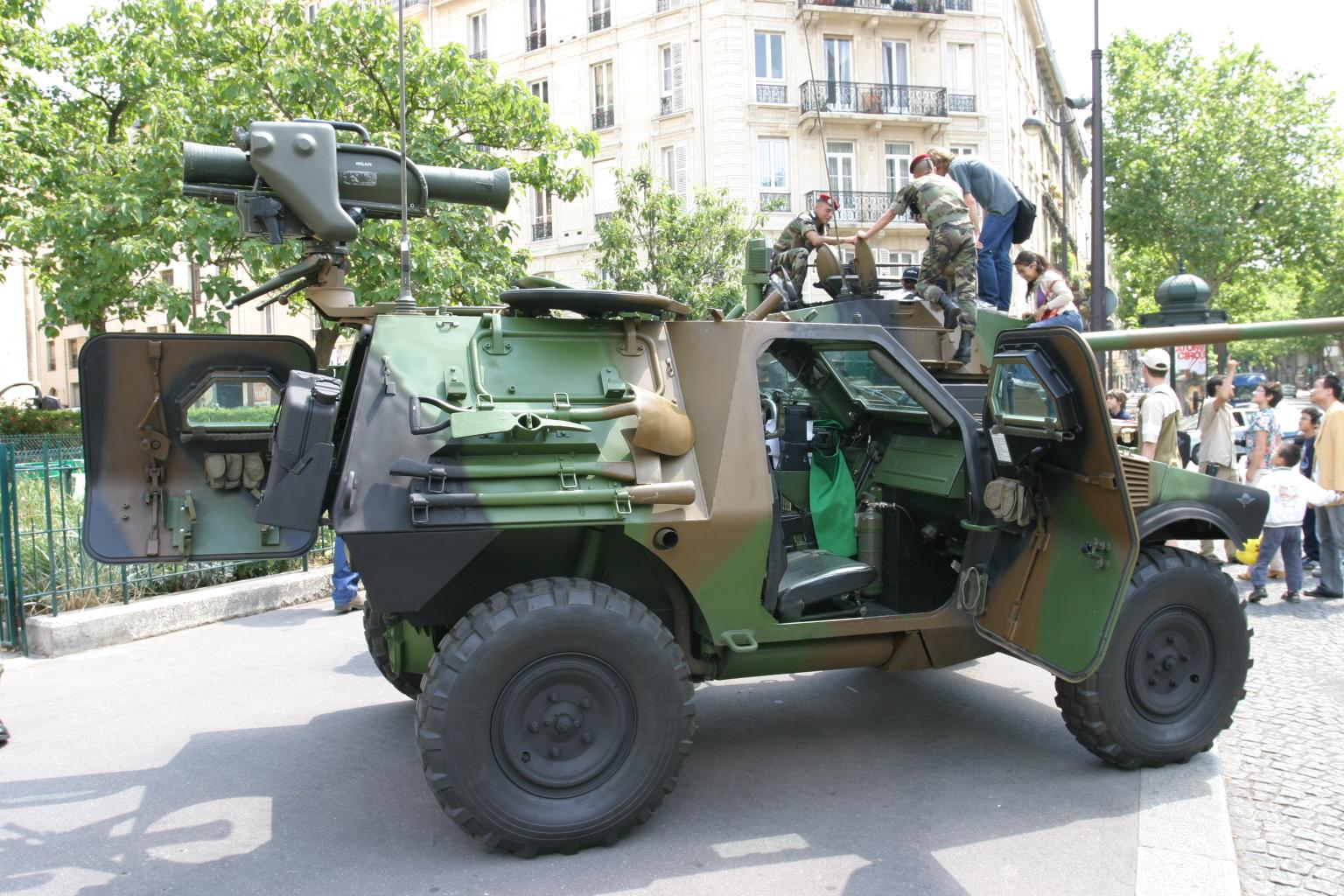
Een Franse VBL met MILAN raketlanceerder.

Gedurende de jaren zeventig werden voor deze voertuigen vervangers geproduceerd die gebruikmaakten van geleide antitankraketten. Dat had verschillende redenen:
- Tijdens de Jom Kipoeroorlog bleek dat zulke antitankraketten erg effectief waren.
- Dezelfde oorlog toonde aan dat moderne luchtafweerraketten het haast moeiteloos vernietigen van vijandelijke artillerie door luchtaanvallen weleens onmogelijk zouden kunnen maken: jeeps waren wellicht heel kwetsbaar.
- Zowel de Sovjet-Unie als de NAVO begon met de bouw van een heel nieuwe generatie middelzware tanks die voorzien waren van nieuwe soorten pantsering tegen wapens met holle lading. Die konden niet meer doorboord worden door de vrij lichte granaten van terugstootloze kanonnen.

Een nieuwe generatie antitankvoertuigen werd dus geproduceerd, meestal bestaande uit lichte pantservoertuigen die een relatief klein raketlanceersysteem boven dekking kunnen heffen en dus zelf zeer lastig uit te schakelen zijn. Zulke voertuigen zijn vrij kostbaar en kunnen slechts ingezet worden in een grofmazig verdedigingssysteem met grote open schootsvelden, zodat ze gebruik kunnen maken van het volle bereik van hun raketten: soms wel tot zes kilometer. Bij een dreigende aanval zou daarom overgegaan worden tot de kaalslag van hele landstreken; in West-Duitsland bijvoorbeeld ongeveer 1,2 miljoen hectare. Om deze dure voertuigen aan te vullen, werden ook infanteriegevechtsvoertuigen van raketlanceerders voorzien.